# Doschd

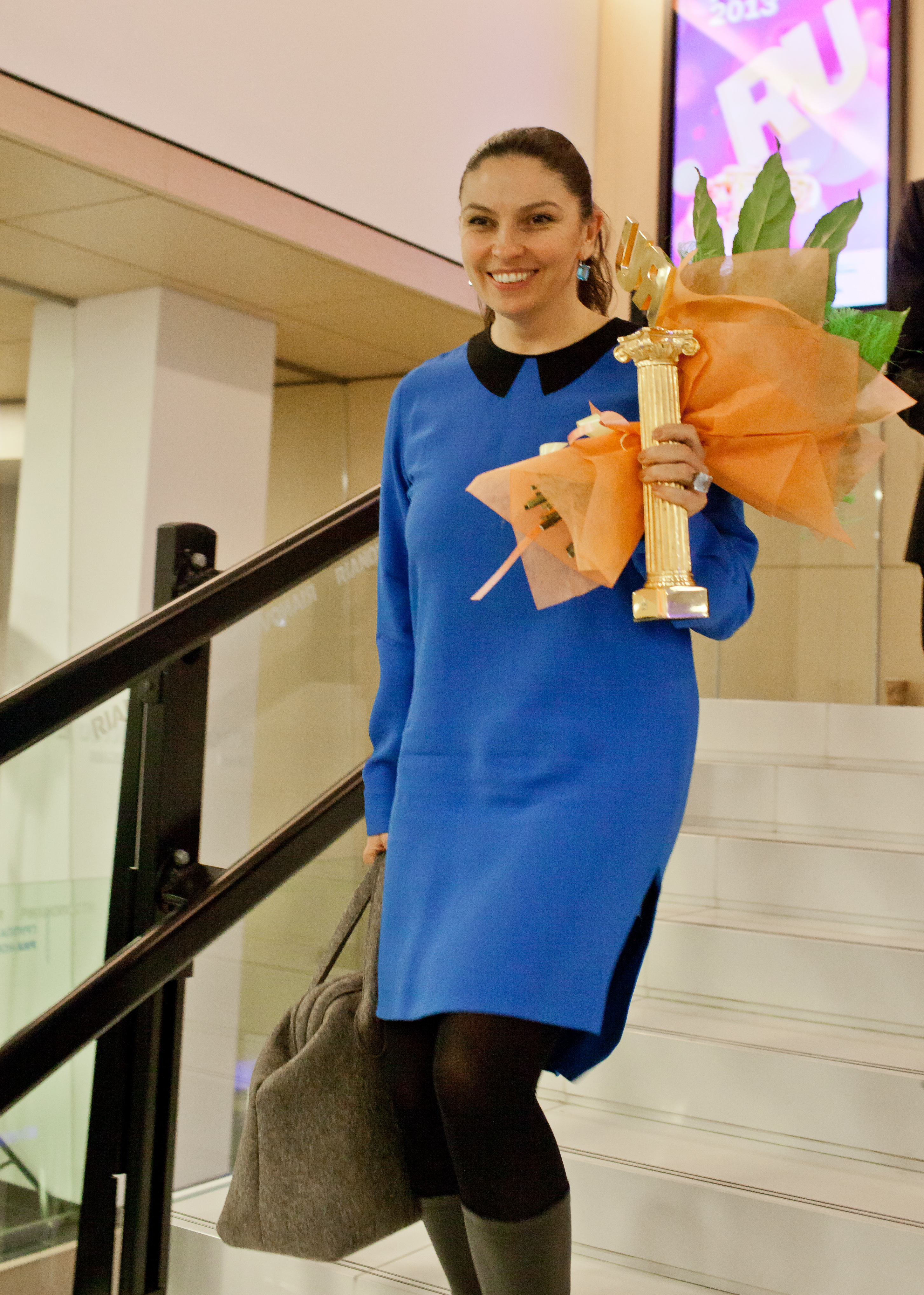
Die Gründerin, Eigentümerin und Programmchefin Natalja Sindejewa (2013)

Doschd. Optimistic Channel (russisch Дождь, eigene Schreibweise: До///дь, „Regen“, internationale Bezeichnung TV Rain) ist ein russischsprachiger Fernsehkanal mit niederländischer Sendelizenz (seit 2023), der sich an Zuschauer in und aus Russland richtet. Internationale Aufmerksamkeit erreichte der Sender durch seine umfangreiche Berichterstattung über die Proteste nach den russischen Parlamentswahlen 2011. Der Sender gehört der Medienunternehmerin und Journalistin Natalja Sindejewa. Seit 2014 konnte der Sender nur noch über Internet empfangen werden und hatte 80 Prozent des Publikums eingebüßt. Am 1. März 2022 wurde der Sender wegen der nicht der offiziellen Propaganda entsprechenden Berichterstattung von den russischen Behörden gesperrt und siedelte nach Riga, Lettland über. Die dortige Lizenz wurde jedoch im Dezember 2022 widerrufen. Nach Erteilung einer niederländischen Lizenz sendet Doschd seit Anfang 2023 nun aus Amsterdam.

## Kontroversen
Seit Juli 2022 arbeitete der Sender von Lettland aus. Am 6. Dezember 2022 wurde dem Fernsehsender wegen mehrerer Verstöße von den lettischen Rundfunkbehörden die Sendelizenz in Lettland entzogen:
1. Bei den ausgestrahlten Sendungen fehlte die laut Sendelizenz erforderliche Audiospur in lettischer Sprache.
2. Die annektierte ukrainische Halbinsel Krim wird auf einer Karte als Teil Russlands gezeigt.
3. Die russischen Streitkräfte werden als „unsere Armee“ bezeichnet.
4. Der Doschd-Journalist Alexej Korosteljow rief Zuschauer auf, Infos über Zwangsrekrutierte an eine Hotline zu senden ... man hoffe, „dass wir vielen Soldaten an der Front unter anderem mit Ausrüstungsgegenständen oder einfach nur mit elementaren Annehmlichkeiten helfen können.“ – Chefredakteur Tichon Dsjadko korrigiert den Fehler sofort öffentlich, Korosteljow wird demonstrativ entlassen, so Paul Krisal.

Die Journalisten wollten in jedem Fall weiterarbeiten, TV Rain hatte ohnehin seit Längerem geplant, ein Studio in Amsterdam zu installieren.

## Geschichte

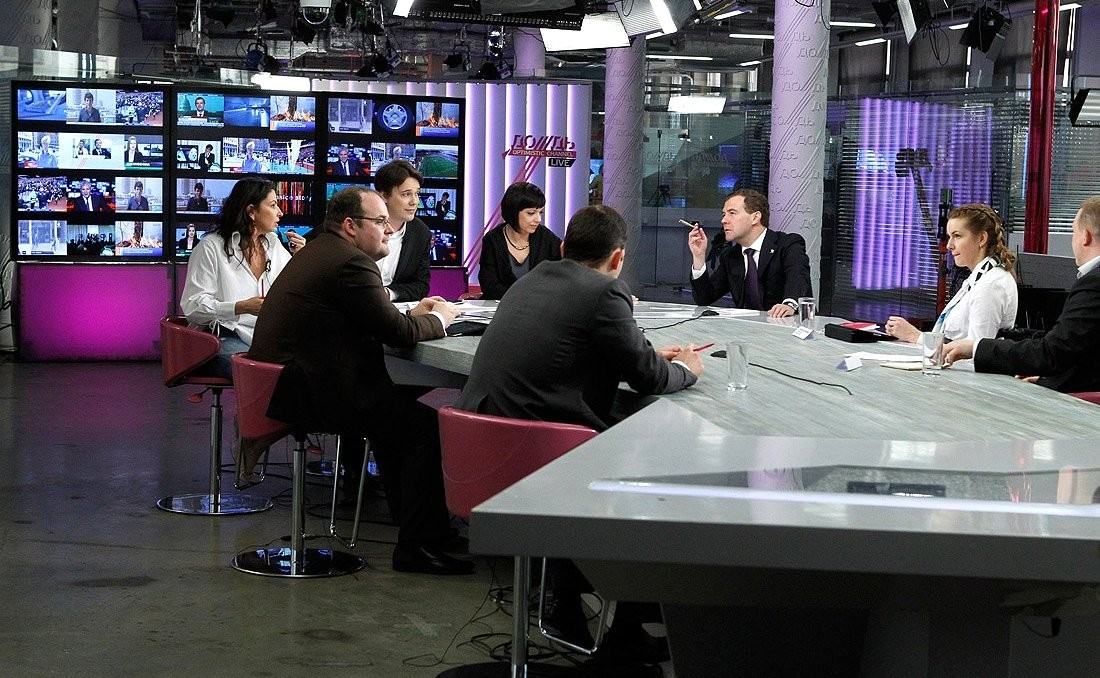
Der russische Präsident Dmitri Medwedew im Studio von Doschd im April 2011

Doschd wurde von Natalja Sindejewa gegründet, die auch Inhaberin des Radiosenders Serebrjany doschd (russisch Серебряный дождь) ist. Der Fernsehsender nahm seinen Sendebetrieb am 27. April 2010 auf, zunächst nur im Internet. Programm und Darbietung sind in hohem Maße auf ein Internet-affines Publikum abgestimmt, mit vielen interaktiven Elementen und einer weitgehenden Nutzung der Möglichkeiten, die durch die Verbindung von Netz und Fernsehen entstehen.
Später war der Sender auch in einigen Regionen Zentralrusslands über Satellit oder Kabel zu empfangen. Seine wichtigste Zielgruppe sind jedoch Internet-Nutzer, die dem traditionellen staatlichen Fernsehen wenig Interesse entgegenbringen.
Als der Sender zunächst als einziger Fernsehkanal über die Proteste nach der Duma-Wahl 2011 berichtete, nahm die Zuschauerzahl sprunghaft zu. Wegen seiner unabhängigen Berichterstattung über die russische Innenpolitik, in der – anders als bei den großen russischen Fernsehsendern – auch regierungskritische Stimmen zu Wort kommen, wird Doschd bisweilen als „Oppositionssender“ bezeichnet.
Im Januar 2014 löste der Sender mit einer einzelnen Sendung, zu deren Konzept Umfragen gehörten, Empörung aus, als er zum 70. Jahrestag der Aufhebung der Leningrader Blockade eine Umfrage startete, ob die Stadt „zum Schutze Tausender von Menschenleben“ nicht auch der angreifenden Wehrmacht (in Russland stets „Faschisten“ genannt) hätte überlassen werden können. Satelliten- und Kabelfernsehenanbieter stoppten die Verbreitung des Kanals, wobei es auch laut Lenta Hinweise auf eine politische Kampagne gab zur „Beseitigung unerwünschter liberaler Medien“. Seit Februar 2014 ist Doschd nicht mehr großflächig in Russland empfangbar und der Sender verlor auf einen Schlag 80 Prozent der Zuschauer. Chefredakteur Michail Sygar machte politischen Druck aus Moskau hierfür verantwortlich. Der Menschenrechtsrat des Präsidenten verlangte die Prüfung der Rechtmäßigkeit der Handlungen der Netzbetreiber, welche damit die Funktion von Zensoren ausübten. Doschd kann seither nur noch über das Internet und über einige regionale Anbieter in Russland empfangen werden. Die Finanzierung erfolgt über Abonnements der Leser; dies bedeutet eine weitere Hürde für die Gewinnung von Zuschauern, welche Gratis-Staatsmedien gewohnt sind.
Am 25. November 2014 zeichnete das Komitee zum Schutz von Journalisten den Chefredakteur von Doschd, Michail Sygar, mit einem Preis für Pressefreiheit aus.
Am 17. Dezember 2014 nahm Xenija Anatoljewna Sobtschak für den bedrängten Sender an der Pressekonferenz von Wladimir Putin teil und konnte – entgegen dem üblichen Ablauf – zwei Fragen stellen, deren zweite die Hetze gegen Oppositionelle zum Thema hatte. Der russische Präsident verneinte jeglichen offiziellen Einfluss: „Keine offizielle Person, niemand aus den Staatsorganen nimmt an Hetzjagden teil.“ Präsident Putin persönlich hatte Mitte März in seiner Siegesrede anlässlich der Annexion der Krim durch Russland vor möglichen Feinden im Inneren gewarnt, die von außen gesteuert seien.
Am 14. September 2017 wurde Sindejewa mit dem M100 Media Award ausgezeichnet.
Im Juli 2019 präsentierte Darja Polygajewa ihre Sendung mit einer Flasche georgischen Weins auf dem Tisch, während in der Duma der Boykott desselben verhandelt wurde.
Im Laufe des 1. März 2022 wurde der Zugang zum Sender auf Forderung der russischen Generalstaatsanwaltschaft gesperrt. Der Sender hatte trotz Verbots Putins weiter über den Russischen Überfall auf die Ukraine 2022 berichtet.
Die Filmemacherin Wera Kritschewskaja porträtierte den Sender und dessen Produzentin in dem Dokumentarfilm F@ck this Job – Abenteuer im russischen Journalismus. Der Film, eine Koproduktion von BBC und NDR, wurde am 28. Februar 2022 im Ersten ausgestrahlt.
Am 3. März 2022 gab Doschd live bekannt, dass der Sender seine Arbeit vorübergehend einstellt. Vor laufender Kamera trat die gesamte Belegschaft zurück und spielte zum Abschluss Schwanensee. Später berichtete der Chefredakteur Tichon Dsjadko, dass er und weitere Redaktionsmitglieder Russland aus Sicherheitsgründen verlassen hatten.
Natalja Sindejewa richtete am 20. März einen öffentlichen Aufruf an Margarita Simonjan, Marija Sacharowa und die Moderatorin Tina Kandelaki, weil sie „verzweifelt an das Gute“ glaube. Die drei Frauen waren an einer Massenveranstaltung als Redner aufgetreten und ja, sie stünden zwar bekanntermaßen auf verschiedenen Seiten, aber nun seien diese Seiten die Seiten von Leben und Tod. Die Aussage von Simonjan, „Russland schütze seine Kinder“, stimme doch gar nicht, wenn diese in den Krieg geschickt würden. Alle drei ihrer Bekannten wüssten doch die Fakten, sie seien nicht wie die russische Bevölkerung durch die Propaganda jahrelang von Informationen getrennt gewesen.
Nach dem Verbot in Russland gingen viele bei Doschd beschäftigte Journalisten ins Ausland, um einer eventuellen Verhaftung zu entgehen. Am 9. Juni erhielt der Sender eine Lizenz in Lettland und nahm von Riga aus den Betrieb am 18. Juni 2022 wieder auf. Im Rahmen von Tracks East hat die Doschd-Redaktion im Sommer 2022 für ARTE unter der Moderation von Masha Borzunova das Format Fake News produziert.
Am 6. Dezember 2022 entzog der lettische Nationale Rat für elektronische Massenmedien (NEPLP) Doschd die Sendelizenz.
Im Januar 2023 erhielt Doschd eine Sendelizenz in den Niederlanden.
Am 25. Juli 2023 brandmarkte die russische Regierung den Sender als „unerwünschte“ Organisation und verbot ihm den Betrieb in Russland.

## Programm
Das Programm des Senders besteht zu etwa zwei Dritteln aus Live-Sendungen, wobei politische Berichterstattung und Diskussionen weiten Raum einnehmen. Dazu kommen Konzerte, Lesungen, experimentelle Programme, Dokumentarfilme und Videokunst.
Der Sender war bis zum 17. Januar 2023 empfangbar in DVB-S2 über Astra 4A auf der Frequenz 11.938 MHz, jedoch verschlüsselt nur für Abonnenten. Seit er in Amsterdam produziert wird, ist er nur noch im Internet und auf YouTube zu sehen.

## Auszeichnungen
- 2014: Gerd Bucerius-Förderpreis Freie Presse Osteuropas[31]